# Голям Кадемлия
Голям Кадемлия е връх в Стара планина и първенец на масива Триглав. Висок е 2275,4 метра като на върха му са разположени сгради на бивша военна база, както и функциониращ и поддържан туристически заслон, който носи същото име. По югозападните склонове се намират Кадемлийското и Бабското пръскала, които през по-студени зими се превръщат в интересни обекти за ледено катерене.

## Съседни обекти
- хижа Мазалат 3.00ч.
- хижа Тъжа – 4.00ч.
- хижа Соколна – 4.30ч.
- хижа Триглав – 3.00ч. /по немаркирана пътека/